# Diócesis de Sale
La diócesis de Sale (en latín: Dioecesis Saliensis y en inglés: Roman Catholic Diocese of Sale) es una circunscripción eclesiástica de la Iglesia católica en Australia. Se trata de una diócesis latina, sufragánea de la arquidiócesis de Melbourne. Desde el 27 de junio de 2020 su obispo es Gregory Charles Bennet.

## Territorio y organización

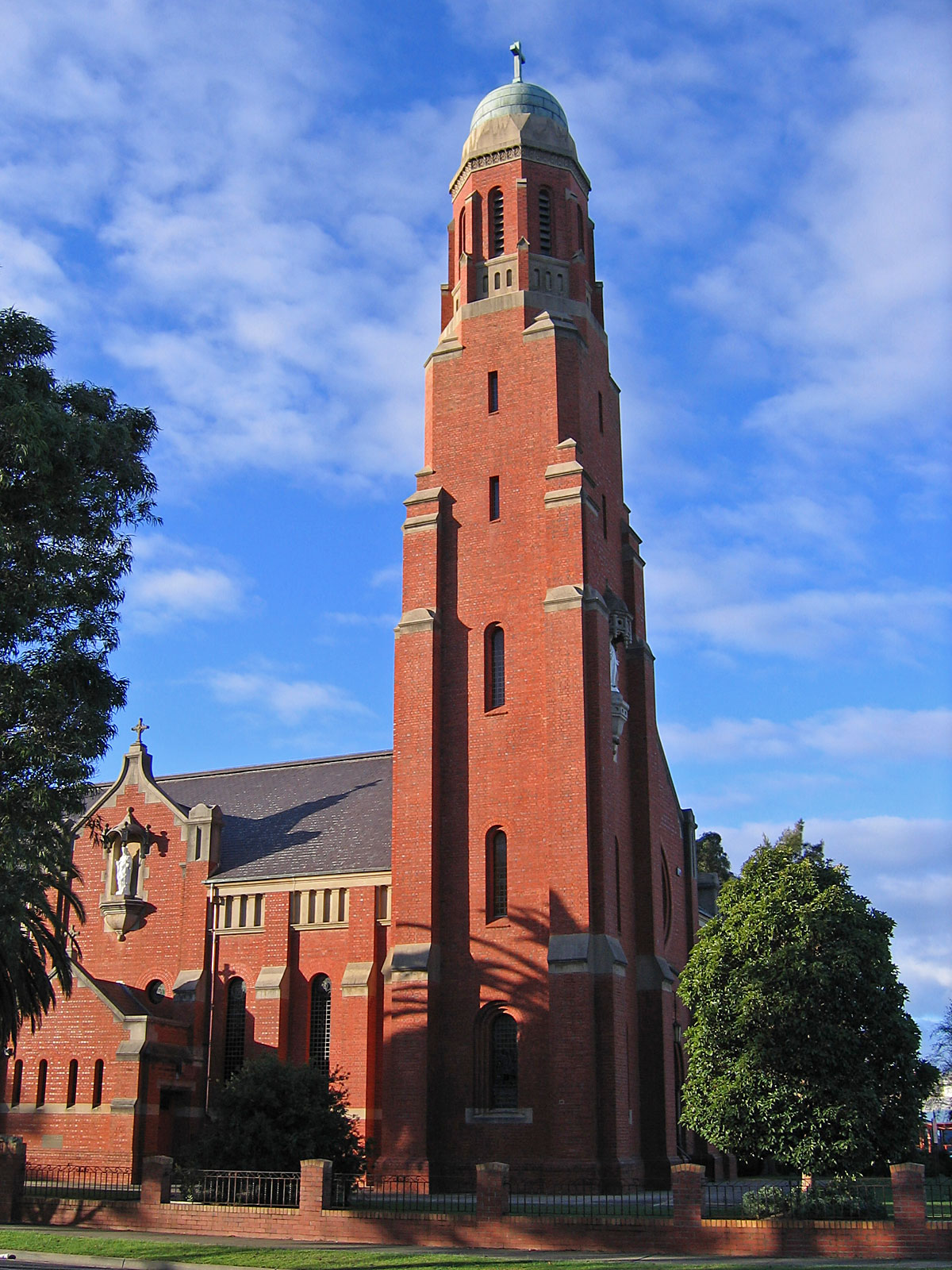
Iglesia de San María, en Bairnsdale

La diócesis tiene 44 441 km² y extiende su jurisdicción sobre los fieles católicos de rito latino residentes en la parte oriental del estado de Victoria, desde los suburbios del este de Melbourne hasta la frontera con Nueva Gales del Sur, incluida toda la región de Gippsland.
La sede de la diócesis se encuentra en la ciudad de Sale, en donde se halla la Catedral de Santa María.
En 2022 en la diócesis existían 26 parroquias.

## Historia
La diócesis fue erigida el 10 de mayo de 1887 mediante el breve Ex debito pastoralis del papa León XIII, obteniendo el territorio de la arquidiócesis de Melbourne.
El 7 de octubre de 1970, con la carta apostólica Quam efficienter, el papa Pablo VI proclamó a la Santísima Virgen María, venerada con el título de Perpetuo Socorro, patrona principal de la diócesis.

## Estadísticas
Según el Anuario Pontificio 2023 la diócesis tenía a fines de 2022 un total de 131 769 fieles bautizados.
| Año                                                                             | Población            | Población | Población      | Sacerdotes | Sacerdotes    | Sacerdotes    | Bautizados por sacerdote | Diáconos permanentes | Religiosos | Religiosos | Parroquias |
| Año                                                                             | Bautizados católicos | Total     | % de católicos | Total      | Clero secular | Clero regular | Bautizados por sacerdote | Diáconos permanentes | Varones    | Mujeres    | Parroquias |
| ------------------------------------------------------------------------------- | -------------------- | --------- | -------------- | ---------- | ------------- | ------------- | ------------------------ | -------------------- | ---------- | ---------- | ---------- |
| 1950                                                                            | 15 000               | 74 000    | 20.3           | 28         | 26            | 2             | 535                      |                      | 8          | 93         | 15         |
| 1966                                                                            | 42 946               | 147 000   | 29.2           | 45         | 41            | 4             | 954                      |                      | 20         | 160        | 28         |
| 1968                                                                            | 45 468               | 177 842   | 25.6           | 47         | 43            | 4             | 967                      |                      | 23         | 155        | 27         |
| 1980                                                                            | 54 559               | 225 000   | 24.2           | 46         | 40            | 6             | 1186                     |                      | 25         | 105        | 29         |
| 1990                                                                            | 71 300               | 320 400   | 22.3           | 44         | 38            | 6             | 1620                     |                      | 19         | 75         | 29         |
| 1999                                                                            | 82 546               | 334 349   | 24.7           | 41         | 32            | 9             | 2013                     | 1                    | 16         | 42         | 28         |
| 2000                                                                            | 82 546               | 334 349   | 24.7           | 38         | 30            | 8             | 2172                     | 1                    | 16         | 45         | 27         |
| 2001                                                                            | 82 546               | 334 349   | 24.7           | 41         | 31            | 10            | 2013                     | 2                    | 19         | 43         | 27         |
| 2002                                                                            | 82 546               | 334 349   | 24.7           | 39         | 31            | 8             | 2116                     | 2                    | 16         | 37         | 27         |
| 2003                                                                            | 82 546               | 334 349   | 24.7           | 39         | 31            | 8             | 2116                     | 2                    | 16         | 32         | 27         |
| 2004                                                                            | 92 746               | 372 979   | 24.9           | 40         | 33            | 7             | 2318                     | 3                    | 16         | 30         | 25         |
| 2010                                                                            | 96 000               | 386 000   | 24.9           | 43         | 32            | 11            | 2232                     | 5                    | 18         | 19         | 26         |
| 2014                                                                            | 122 000              | 499 000   | 24.4           | 39         | 30            | 9             | 3128                     | 5                    | 14         | 19         | 27         |
| 2017                                                                            | 127 100              | 510 000   | 24.9           | 37         | 30            | 7             | 3435                     | 5                    | 10         | 14         | 27         |
| 2020                                                                            | 126 256              | 581 556   | 21.7           | 39         | 31            | 8             | 3237                     | 5                    | 8          | 10         | 27         |
| 2022                                                                            | 131 769              | 613 742   | 21.5           | 40         | 30            | 10            | 3294                     | 5                    | 10         | 6          | 26         |
| Fuente: Catholic-Hierarchy, que a su vez toma los datos del Anuario Pontificio. |                      |           |                |            |               |               |                          |                      |            |            |            |

## Episcopologio
- James Francis Corbett † (13 de mayo de 1887-29 de mayo de 1912 falleció)
- Patrick Phelan † (2 de noviembre de 1912-5 de enero de 1925 falleció)
- Richard Ryan, C.M. † (10 de marzo de 1926-16 de junio de 1957 falleció)
- Patrick Francis Lyons † (16 de junio de 1957 por sucesión-13 de agosto de 1967 falleció)
- Arthur Francis Fox † (29 de noviembre de 1967-25 de febrero de 1981 retirado)
- Joseph Eric D'Arcy † (25 de febrero de 1981-24 de octubre de 1988 nombrado arzobispo de Hobart)
- Jeremiah Joseph Coffey † (8 de abril de 1989-2 de enero de 2008 retirado)
- Christopher Charles Prowse (18 de junio de 2009-12 de septiembre de 2013 nombrado arzobispo de Camberra y Goulburn)
- Patrick Michael O'Regan (4 de diciembre de 2014-19 de marzo de 2020 nombrado arzobispo de Adelaida)
- Gregory Charles Bennet, desde el 27 de junio de 2020